# Scolopendra alternans
Scolopendra alternans (лат.) — вид губоногих многоножек (Chilopoda) из рода сколопендры (Scolopendra). Основным ареалом являются острова Центральной Америки, Куба, Гавайские, Виргинские острова, Ямайка, северное побережье Южной Америки.
Длина взрослых особей достигает до 18 см в длину. Окрас отдельных особей может сильно отличаться. Так у некоторых особей чёрная голова и темно-зелёный, оливкой панцирь и ножки (с преобладанием синего у молодых особей), у других же красная голова с ярко-желтыми панцирем и ножками. Сколопендры, расселившиеся на территории Ки-Уэст, США, имеют жёлтый окрас. Отличительной особенностью вида являются шипы, расположенные на первых ногах-сегментах, что крайне редко для сколопендр и встречается ещё только у двух видов — гигантской сколопендры и Scolopendra galapagoensis.